# Bordesholm
Bordesholm est une commune d'Allemagne située dans l'arrondissement de Rendsburg-Eckernförde (Schleswig-Holstein).

## Géographie
Bordesholm se situe entre les villes de Kiel et Neumünster.

## Jumelages
- Ķekava (Lettonie) depuis 1993

## Patrimoine
Le tilleul de Bordesholm est un vieux tilleul à petites feuilles (Tilia cordata Mill.) classé en tant que monument naturel. Son âge est estimé à environ 650 à 700 ans, ce qui en fait un des arbres les plus anciens et les plus connus du Schleswig-Holstein. Cet arbre est représenté sur le blason de la commune.

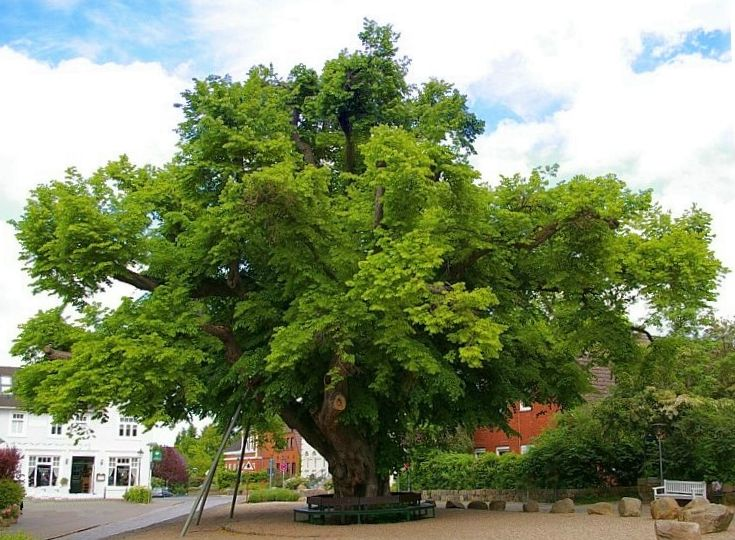
Le tilleul de Bordesholm en 2008

## Personnalités liées à la ville
- Otto Winkelmann (1894-1977), général né à Bordesholm.

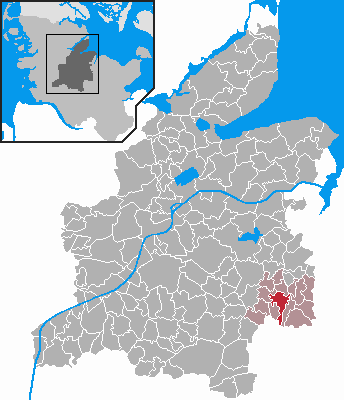
Situation de la commune dans l'arrondissement